# Musikhuzet Bornholm
Musikhuzet Bornholm er et regionalt spillested, der ligger på Store Torv i Rønne på Bornholm. Stedet har koncerter inden for de fleste musikgenrer, og ofte gerne store og mellemstore danske bands og kunstnere samt comedy. Det har haft status som regionalt spillested siden 1996.
Stedet er fordelt på to adresser lige ved siden af hinanden; Musikhuzet har en kapacitet på 360 siddepladser eller 670 ståpladser, mens Raschs Pakhuz har en kapacitet på 90 sidepladser.